# Ellis Park Stadium
Pour les articles homonymes, voir Coca-Cola Park et Ellis.
L’Ellis Park Stadium ou stade Ellis Park aujourd'hui appelé Emirates Airline Park du nom de son commanditaire actuel, est un stade situé à Johannesbourg en Afrique du Sud. Construit en 1928, c'est l'un des plus grands stades de l'Afrique du Sud. Il a notamment accueilli la finale de la Coupe du monde de rugby à XV 1995 qui a vu l'Afrique du Sud vaincre la Nouvelle-Zélande et devenir championne du monde.

## Histoire
La construction de l'Ellis Park commence en 1927 pour accueillir les rencontres de rugby à XV de l'équipe du Transvaal. Il tire son nom de JD Ellis, conseiller municipal de Johannesbourg, qui fut à l'origine du projet en réservant un terrain de plus de 5 hectares. En juin 1928, le stade est prêt pour le test match opposant les Sud-Africains aux Néo-zélandais. Principalement affecté au rugby, des rencontres de cricket s'y déroulent également entre 1947 et 1956. 
À la fin des années 70, le stade doit être modernisé et la décision est prise de le détruire et de le reconstruire. Le nouveau stade, inauguré en 1982 a une capacité de 60 000 places. En 1995, il accueille plusieurs matchs de la Coupe du monde de rugby et est le théâtre de la finale qui voit les Sud-Africains s'imposer à domicile face aux All Blacks. Il accueille également plusieurs matchs de football : l'Afrique du sud y a tenu en échec l'Argentine (1-1) en 1995, puis la France championne du monde (0-0) en 2000, en amical.
En 1999, un match amical de football y est organisé entre une sélection africaine et une sélection mondiale pour saluer le départ de Nelson Mandela de la Présidence de l'Afrique du Sud. Le 11 avril 2001, une des plus grandes tragédies du sport s'y déroule quand une bousculade pendant un match de football entre les Orlando Pirates et les Kaizer Chiefs fait plus de 40 morts.
L'Ellis Park a été l'un des dix stades retenus pour la Coupe du monde de football 2010 et il a d'ailleurs accueilli 7 matches, dont un quart de finale.
Propriété des Golden Lions, équipe de Currie Cup, l'Ellis Park est actuellement également le fief des Lions, qui évoluent en Super 14, et des Orlando Pirates, l'une des équipes de Premier Soccer League.